# Communauté de communes des Coteaux Bordelais
La communauté de communes des Coteaux Bordelais est une communauté de communes française située dans le département de la Gironde en région Nouvelle-Aquitaine.

## Historique
La communauté de communes des Coteaux Bordelais a été créée par arrêté préfectoral du 10 décembre 2002 sur la base de sept communes adhérentes.
Le 1er janvier 2014, la commune de Croignon rejoint la communauté de communes,, après avoir quitté celle du Créonnais le 31 décembre 2013.

## Territoire communautaire

### Géographie
Située au centre  du département de la Gironde, la communauté de communes des Coteaux Bordelais regroupe 8 communes et présente une superficie de 68 km2.

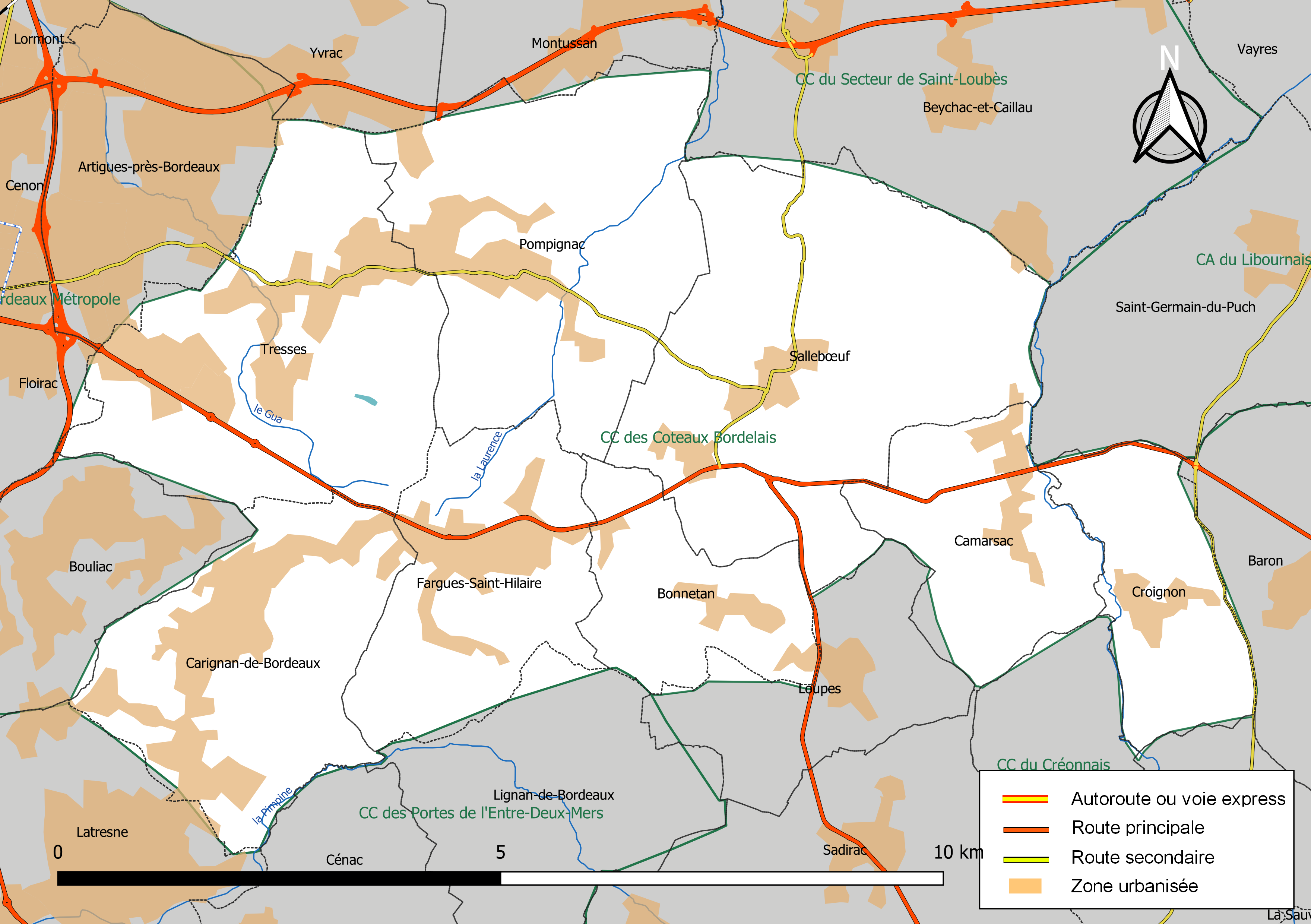
Carte de la communauté de communes des Coteaux Bordelais au 1er janvier 2019.

### Composition

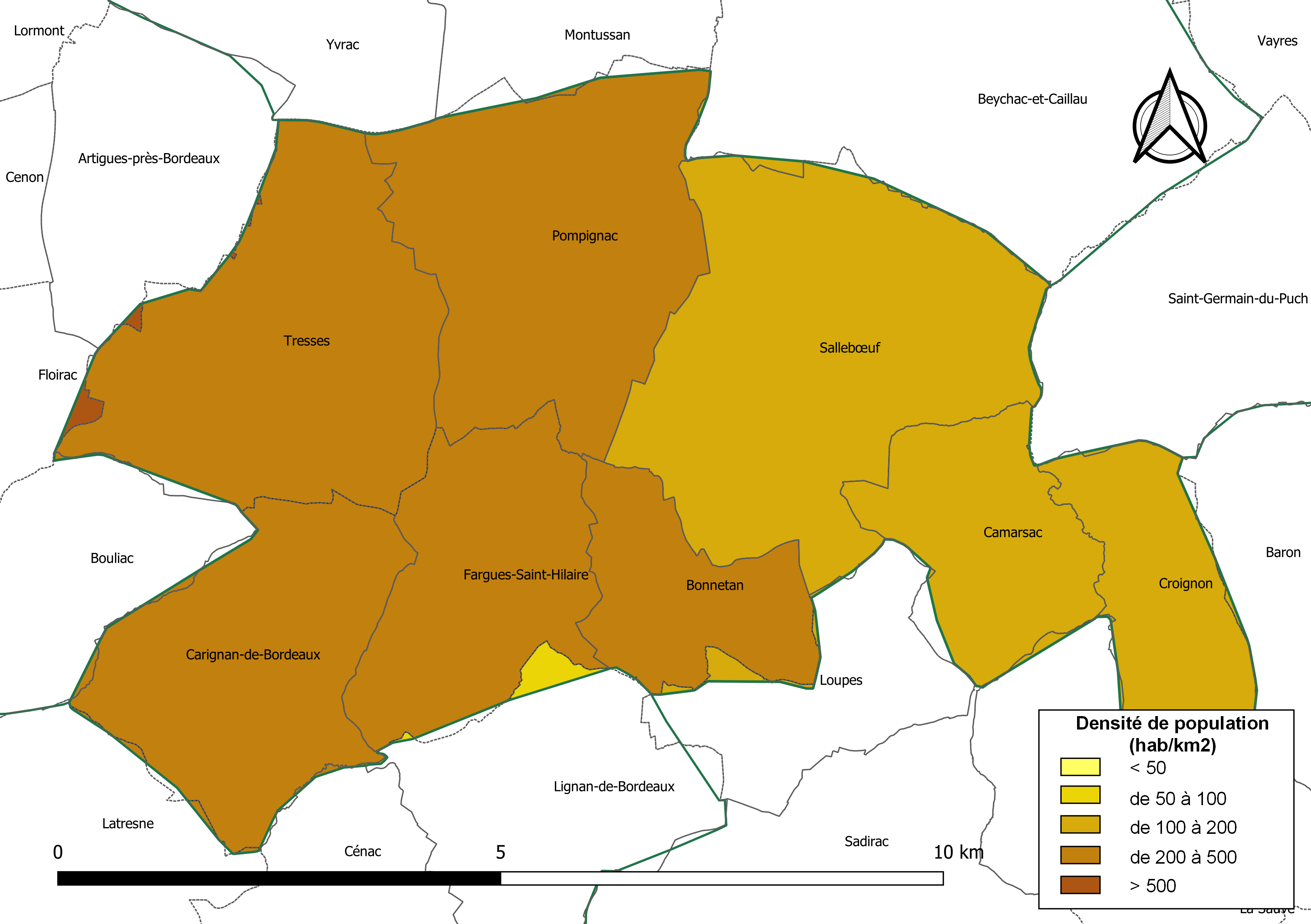
Carte des densités de population (millésimée 2016) des communes de la communauté de communes des Coteaux Bordelais. Composition en communes au 1er janvier 2019.

La communauté de communes est composée des 8 communes suivantes :

| Nom                   | Code Insee | Gentilé        | Superficie (km2) | Population (dernière pop. légale) | Densité (hab./km2) |
| --------------------- | ---------- | -------------- | ---------------- | --------------------------------- | ------------------ |
| Tresses (siège)       | 33535      | Tressois       | 11,54            | 5 188 (2022)                      | 450                |
| Bonnetan              | 33061      | Bonnetanais    | 4,29             | 1 048 (2022)                      | 244                |
| Camarsac              | 33083      | Camarsacais    | 5,35             | 1 034 (2022)                      | 193                |
| Carignan-de-Bordeaux  | 33099      | Carignanais    | 8,78             | 4 312 (2022)                      | 491                |
| Croignon              | 33141      | Croignonnais   | 4,62             | 733 (2022)                        | 159                |
| Fargues-Saint-Hilaire | 33165      | Farguais       | 7,02             | 3 504 (2022)                      | 499                |
| Pompignac             | 33330      | Pompignacais   | 11,62            | 3 485 (2022)                      | 300                |
| Sallebœuf             | 33496      | Salleboeuviens | 14,8             | 2 771 (2022)                      | 187                |

### Démographie
| 1968  | 1975  | 1982   | 1990   | 1999   | 2006   | 2011   | 2016   | 2022   |
| ----- | ----- | ------ | ------ | ------ | ------ | ------ | ------ | ------ |
| 5 854 | 8 381 | 11 473 | 14 107 | 15 278 | 16 308 | 17 880 | 19 151 | 22 075 |

## Administration
L'administration de l'intercommunalité repose, à compter du renouvellement général des conseils municipaux de mars 2014, sur 30 délégués titulaires, Tresses disposant de sept sièges, Carignan-de-Bordeaux de six, Fargues-Saint-Hilaire et Pompignac de quatre chacune, Sallebœuf de trois et Bonnetan, Camarsac et Croignon de deux chacune.
| Période                                  | Période  | Identité           | Étiquette | Qualité                                                                                       |
| ---------------------------------------- | -------- | ------------------ | --------- | --------------------------------------------------------------------------------------------- |
| décembre 2002                            | 2020     | Jean-Pierre Soubie | DVG       | Conseiller municipal (et ancien Maire) de Tresses (1977-2011), conseiller général (1998-2015) |
| 2020                                     | En cours | Christian Soubie   | DVG       | Maire de Tresses                                                                              |
| Les données manquantes sont à compléter. |          |                    |           |                                                                                               |

## Identité visuelle

Ancien logo

Logo actuel